# Grivette
Die Grivette ist ein kleiner Fluss im Norden von Frankreich, der im Département Oise der Region Hauts-de-France nordöstlich der Großstadt Paris verläuft.

## Geografie

### Verlauf
Die Grivette entspringt im südlichen Gemeindegebiet von Lévignen, entwässert generell Richtung Südost und mündet nach rund 15 Kilometern im Gemeindegebiet von Neufchelles als rechter Nebenfluss in den Canal de l’Ourcq, der hier den gleichnamigen Fluss Ourcq begleitet. Im Unterlauf stößt die Grivette auf die Bahnstrecke Trilport–Bazoches.

### Durchquerte Gemeinden
(Reihenfolge in Fließrichtung)
- Lévignen
- Betz
- Antilly
- Étavigny
- Boullarre
- Thury-en-Valois
- Mareuil-sur-Ourcq
- Neufchelles